# Raymond Odet Chapelle de Jumilhac
Pour les articles homonymes, voir Jumilhac.
Raymond Odet Chapelle, marquis de Jumilhac (né le 15 septembre 1887 à Paris - mort le 3 août 1980 à Decize) est un égyptologue français. Il a vendu au musée du Louvre en 1945 un long papyrus désormais appelé papyrus Jumilhac. Ce précieux rouleau découpé en vingt-trois feuillets fut traduit et publié en 1962 par l'égyptologue français Jacques Vandier qui avait été jusqu'en 1945 Conservateur en chef du Département des Antiquités égyptiennes du Musée du Louvre.

## Biographie
Raymond Odet Chapelle de Jumilhac est issu de la branche cadette de la maison capétienne de Bourbon, princes de Conti, par Armand, prince de Conti, frère du Grand Condé.
Il est le fils de Louis Marie Jules Chapelle, vicomte de Jumilhac (1853-1890) avec Marie Gabrielle Sabatier et petit-fils de Pierre Ferdinand, comte de Jumilhac (1823-1894) et de Raymond-Sabatier (1810-1879), consul général de France à Alexandrie à l'époque de Napoléon III. Il épouse Mathilde de Dreux-Brézé dont il a quatre enfants dont Antoine (1914).... (+), Marguerite Marie Armande (1918), et Solange (1919).
Il était propriétaire du 5, rue de la Chaise à Paris ainsi que du Château de Décize, où il meurt en 1980.